# Arte ambiental

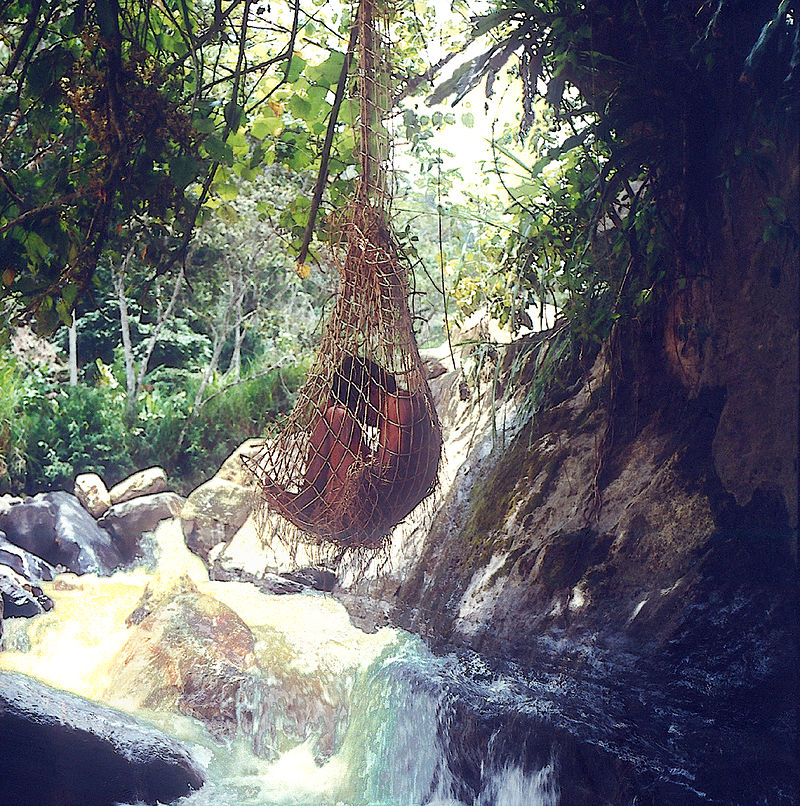
Milton Becerra, NIDOS, Río Táchira, Venezuela 1995, foto luis Becerra

Arte ambiental (Environmental art, en inglés) o arte ecológico es una expresión que se usa en dos sentidos diferentes.
El término es usado con referencia al Land Art de forma genérica y en referencia a un arte que trata de instalar o modificar artísticamente el medio ambiente natural, mediante distintas estrategias:
- incluyendo fotografía basada en el paisaje, pintura, dibujos y arte propio de un lugar
- con la ilustración  en el exterior (como ramillas, hojas, piedras, suelo, plumas;
- contribuyendo a la transformación medioambiental (lo que incluye obras realizadas con materiales de desecho o reciclados o integrados en un hábitat natural)

El término también se usa de forma más específica para referirse a una obra de arte de grandes dimensiones que utiliza el entorno natural; habitualmente con respeto al medio ambiente (es decir, cumpliendo las condiciones que permiten considerarla medioambiental en un sentido genérico), pero que también puede relacionarse con otros aspectos del medio ambiente, tales como el contexto formal, político, histórico o social.
El Arte Ecológico es posterior y nace con Nature Art o Arte de la Naturaleza de la creadora artística española Rita Lima, primer arte de concienciación medioambiental y de su única autoría con Manifiesto desde el año 2000 y su libro de Poesía Nature-Art.

## Arte ambiental y "Land Art"
Es posible seguir con el crecimiento del arte ambiental como movimiento artístico, comenzando a finales de los años 1900 o en los setenta. En sus primeras fases se relacionó sobre todo con la escultura - especialmente con el «arte para un lugar específico» (Specific-site art), el Land Art y el Arte povera - habiendo crecido como una forma de crítica hacia las formas escultóricas y prácticas tradicionales que eran vistas de forma progresiva como desfasadas y potencialmente en desacuerdo con el medio ambiente natural. La categoría, actualmente, abarca muchos medios artísticos.
El Arte ambiental también crea consciencia de la importancia de reciclar materiales.
Al identificar el arte ambiental debe diferenciarse claramente entre artistas que dañan el medio ambiente de aquellos otros que pretenden no causar daño a la naturaleza, en realidad, su obra podría involucrar restaurar el paisaje inmediato para volverlo a un estado natural. Por ejemplo, a pesar de su mérito estético, la celebrada escultura del artista land art Robert Smithson Spiral Jetty (1969) implicó un daño permanente considerable al paisaje en el que trabajó. El paisaje se convirtió en una forma de campo de residuos, y Smithson usó un bulldozer para raspar y cortar el paisaje, afectando al lago. El arte se convertía entonces en otra forma de contaminación del medio ambiente.
Otros artistas land art han sido también objeto de crítica, como el escultor europeo Christo cuando envolvió temporalmente la costa de Little Bay, al sur de Sídney, Australia, en 1969. Los ecologistas locales protestaron argumentando que la obra era ecológicamente irresponsable y afectaba al medio ambiente local de manera negativa, especialmente a los pájaros que tenían nidos en los acantilados envueltos. Las quejas subieron de tono cuando varios pingüinos y una foca quedaron atrapados bajo la tela y tuvo que cortarse. Los comentarios de los ecologistas atrajeron la atención internacional hacia los círculos medioambientales, y llevó a que los artistas contemporáneos de la región se replantearan las inclinaciones del Land art y el arte para un lugar específico.

## Penetrando en los espacios públicos y urbanos

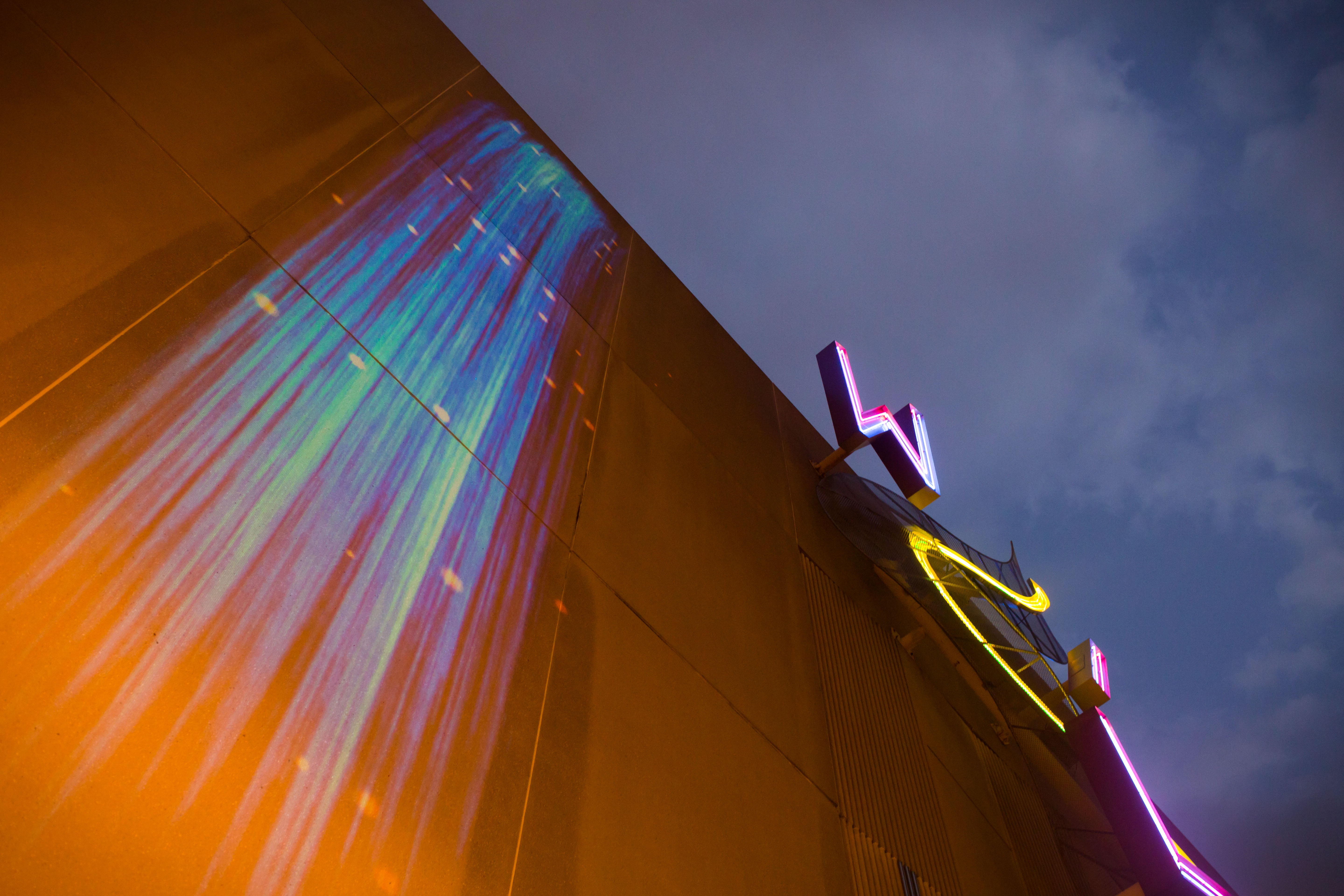
Andrea Polli, Particle Falls, 2013

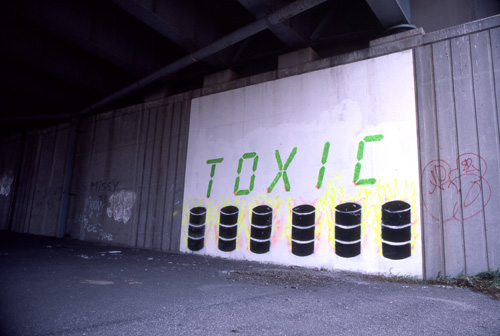
John Fekner, Toxic, Long Island Expressway, Maspeth, Queens, NY 1982

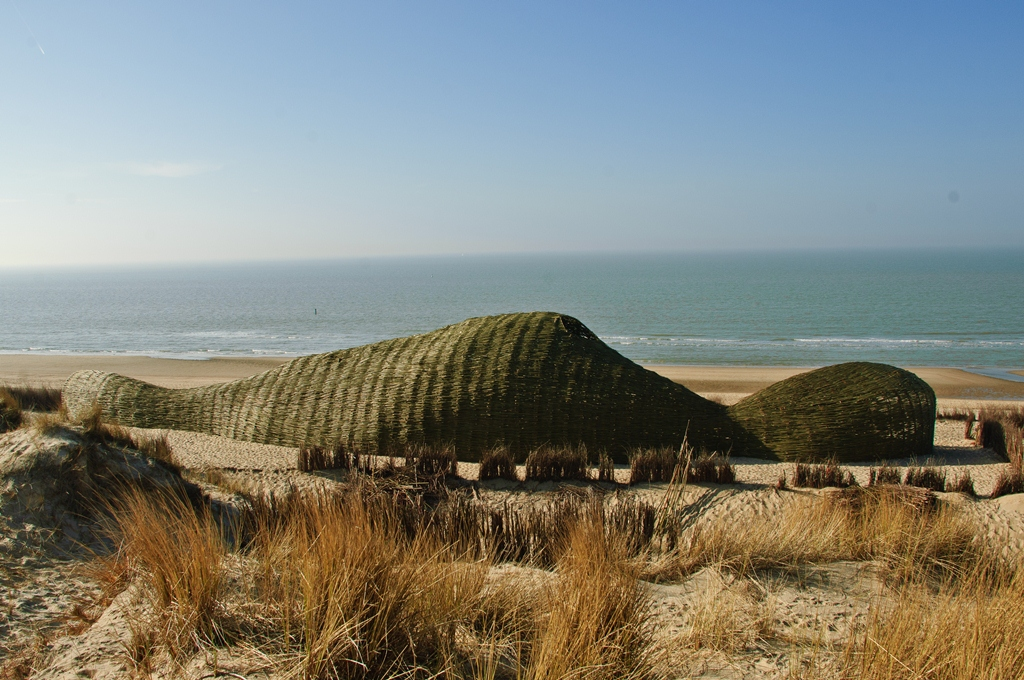
Marco Casagrande, Sandworm, Trienal de Arte Contemporáneo Beaufort04, Wenduine, Bélgica, 2012

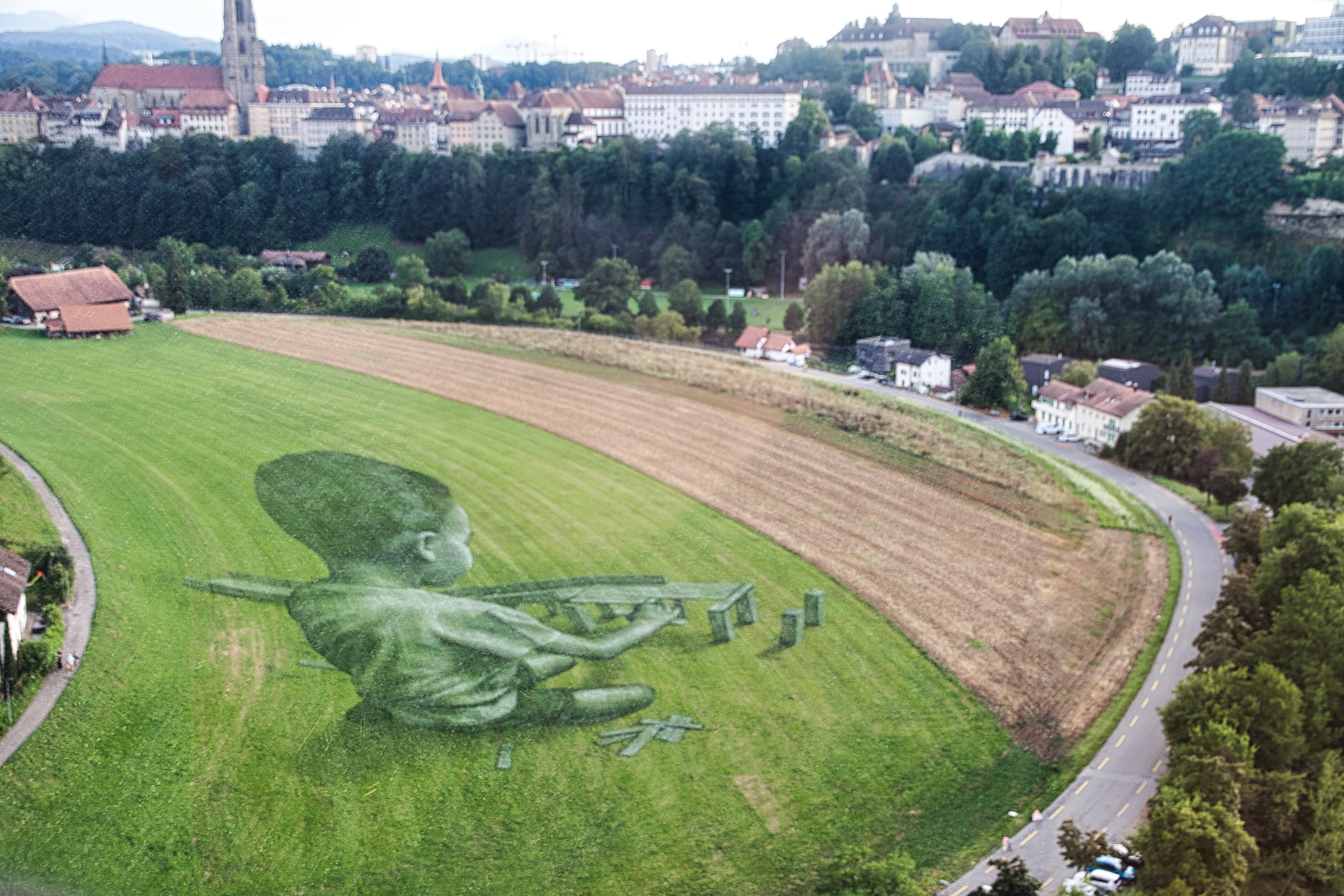
Bridges por Saype en Friburgo, Suiza

Al igual que las obras de tierra en los desiertos del oeste surgieron de las nociones de la pintura de paisaje, el crecimiento del arte público estimuló a los artistas a comprometerse con el paisaje urbano como otro entorno y también como una plataforma para comprometer ideas y conceptos sobre el medio ambiente a un público más amplio. Si bien estas obras anteriores se crearon principalmente en los desiertos del oeste americano, a finales de la década de 1970 y principios de la de 1980 las obras se trasladaron al paisaje público. Artistas como Robert Morris empezaron a contratar a los departamentos de los condados y a las comisiones de arte público para crear obras en espacios públicos como una gravera abandonada. Herbert Bayer utilizó un enfoque similar y fue seleccionado para crear su Mill Creek Canyon Earthworks en 1982. El proyecto cumplía funciones como el control de la erosión, un lugar que servía de embalse durante los periodos de grandes lluvias y un parque de 2,5 acres durante las estaciones secas. El innovador libro de Lucy Lippard, sobre el paralelismo entre el land art contemporáneo y los yacimientos prehistóricos, examinaba las formas en que estas culturas, formas e imágenes prehistóricas se han "superpuesto" a la obra de los artistas contemporáneos que trabajan con la tierra y los sistemas naturales.
Alan Sonfist introdujo una idea ambientalista clave de devolver la naturaleza al entorno urbano con su primera escultura histórica Time Landscape, propuesta a la ciudad de Nueva York en 1965, y visible hasta el día de hoy en la esquina de Houston y LaGuardia en el Greenwich Village de Nueva York.[cita requerida]
El arte medioambiental también abarca el ámbito del paisaje urbano. La artista medioambiental pionera, Mary Miss comenzó a crear arte en el entorno urbano con su instalación de 1969, Ropes/Shore, y continúa desarrollando proyectos que implican a comunidades extendidas a través de City as a Living Laboratory. Agnes Denes creó una obra en el centro de Manhattan Wheatfield - A Confrontation (1982) en la que plantó un campo de trigo en el terreno de dos acres de un vertedero cubierto de detritus y escombros urbanos. El lugar es ahora Battery Park City y el World Financial Center, una transformación del poder ecológico al poder económico.
La instalación de Andrea Polli Particle Falls hacía visible las partículas del aire de forma que los transeúntes pudieran verlas. Para HighWaterLine Eve Mosher y otros recorrieron barrios de ciudades en riesgo como Nueva York y Miami, marcando los daños proyectados por las inundaciones que podrían ocurrir como resultado del cambio climático y hablando con
residentes sobre lo que estaban haciendo.

## Ejemplos
El proyecto *the Rhythms of Life*, del artista australiano Andrew Rogers es la más grande empresa de land art contemporáneo del mundo, formando una cadena de esculturas de piedra, o geoglifos, alrededor del planeta. Geoglifos monumentales se han construido en siete países hasta ahora: Israel, Chile, Bolivia, Sri Lanka, Australia, Islandia y China. En el futuro se instalarán en otros países hasta llegar a implicar a más de 5.000 personas de los seis continentes.
Lo sagrado de la naturaleza y del medio ambiente natural es a menudo evidente en la obra de los artistas ambientales. Chris Drury creó una obra titulada Medicine Wheel (La rueda de la medicina) que era el fruto de un paseo meditativo diario a lo largo de un año. El resultado era un mandala en forma de mosaico con objetos encontrados: el arte de la naturaleza como un arte de proceso, más que un arte de resultado.
Un ejemplo de artista land art comprometido con el entorno, a diferencia de Smithson o Christo, sería el británico Richard Long quien durante varias décadas hizo obra escultórica contemporánea en exteriores, reorganizando materiales naturales que encontraba en el lugar, como rocas, lodo o ramas, y que por lo tanto no tendrían ningún efecto perjudicial permanente.
Hay otros artistas ambientales como el escultor holandés Herman de Vries, el escultor australiano John Davis y el escultor británico Andy Goldsworthy que de manera similar dejan el paisaje en el que han actuado sin daño alguno, y en algunos casos han hecho, en el proceso artístico, vuelto a cubrir de vegetación con flora autóctona adecuada tierras que habían resultado dañadas por el uso humano. De esta forma, la obra de arte suscita una sensibilidad hacia el hábitat.
Alan Sonfist, con su primera histórica escultura Time Landscape, propuesta a la ciudad de Nueva York en 1965, visible hasta hoy en la esquina de Houston y LaGuardia en el Greenwich Village, presentó la idea ecologista clave de hacer regresar la naturaleza al medio ambiente urbano. Sonfist ha propuesto una red de semejantes lugares por toda el área metropolitana, como una forma de concienciar sobre el papel clave que debe desempeñar la naturaleza en los desafíos del siglo XXI.
Probablemente el ejemplo más famoso de arte ambiental a finales del siglo XX fue 7000 Oaks (7000 robles), una protesta ecologista que se representó en Documenta en 1982 por Joseph Beuys, en la que el artista y sus ayudantes subrayaron la condición del medio ambiente local intentando reforestar áreas contaminadas y dañadas con 7.000 robles. Otras obras medioambientales son las de Rosalie Gascoigne, que realizó sus serenas esculturas con basura y desperdicios descartados en áreas rurales; Patrice Stellest, quien creó grandes instalaciones con basura, pero también los objetos correspondientes recogidos alrededor del mundo y mecanismos de energía solar; y John Wolseley, quien camina por regiones remotas, reuniendo datos visuales y científicos, incorporando después información visual o de otro tipo en complejas obras sobre papel. El arte ambiental o arte verde realizado por Erwin Timmers, escultor de vidrio con base en Washington D. C. incorpora algunos de los materiales de construcción menos reciclados: cristal de ventanas.
Nicolas Garcia Uriburu desde1968 comenzó a desarrollar una serie de intervenciones en la naturaleza, convirtiéndose en uno de los principales referentes del land art y pionero en arte ambiental.
Su pintura tomó la misma dirección que sus acciones. Alcanzó fama internacional en 1968 cuando, durante la Bienal de Venecia, tiñó las aguas del Gran Canal de color verde fosforescente. Se ha dedicado especialmente a la ecología, a la forestación y a la lucha contra la contaminación de los mares. Con su arte, provisto de cierta significación política (Unión de Latinoamérica por los ríos, No a las fronteras políticas), denuncia los antagonismos entre la naturaleza y la civilización, y entre el hombre y la civilización.
En 1981, el artista alemán Joseph Beuys pidió a Uriburu participar en la acción “Rhein water polluted: H2O 10.000 poisons”, Green coloración Düsseldorf IX-28-1981- que fue el gesto de protesta en defensa de la contaminación de la mayor vía fluvial de Europa Occidental. Al año siguiente Beuys lo invita a plantar el primer árbol en su acción  “7.000 robles” (7.000 oaks) durante la Documenta 7 de Kassel. En 1982 Uriburu planta 50.000 árboles en las calles de Buenos Aires, acción que repetirá en varias ocasiones.

## Arte y naturaleza en España

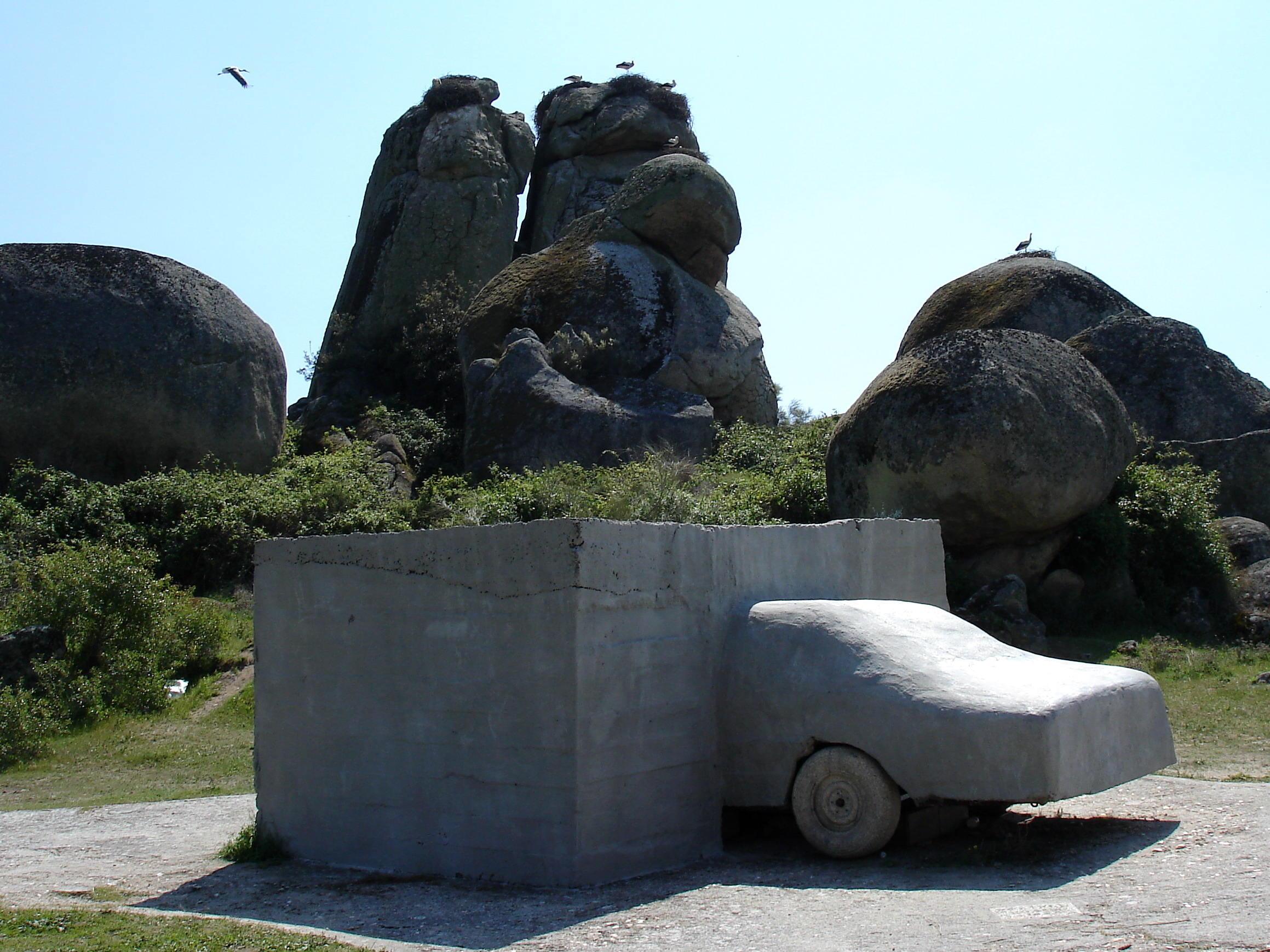
VOAEX, (Viaje de (H)ormigón por la Alta Extremadura),1976, escultura de Wolf Vostell en Los Barruecos, Malpartida de Cáceres, Museo Vostell Malpartida.

La relación entre arte y naturaleza ha tenido en España relativamente pocos cultivadores.
En el año 1976 Wolf Vostell declara el paisaje de Los Barruecos en Malpartida de Cáceres como obra de arte de la naturaleza y funda el Museo Vostell Malpartida. El arte y la naturaleza están unidos en la obra VOAEX (Viaje de (H)ormigón por la Alta Extremadura).
Arte y naturaleza siempre han sido un emblema del Museo Vostell Malpartida.
Como precedesores cabe citar a Ángel Ferrant, Alberto Sánchez y a Moisés Villèlia que, en las décadas centrales del siglo XX trabajan con materiales naturales encontrados, orgánicos e inorgánicos. Pionero de la intervención en el paisaje, César Manrique tuvo sus mayores logros en un tratamiento de carácter arquitectónico y conservacionista del territorio, en la isla de Lanzarote. En los años 70 algunos artistas conceptuales realizaron acciones en escenarios naturales: unos, como Nacho Criado, propusieron su propio cuerpo como elemento en interacción con el medio; otros, como Josefina Miralles o Àngels Ribé, dejaron huellas más o menos perdurables en el paisaje. Pero entre esa década y la siguiente predominó el enfoque escultórico, siendo varios los artistas que emplearon materiales como la piedra, la madera, el barro o la cera, apenas tratados para preservar sus valores expresivos originarios: Fernando Casás, Eva Lootz, Mitsuo Miura y, sobre todo, Adolfo Schlosser. En los últimos años, los artistas con más peso, coherencia y constancia en este ámbito han sido Perejaume, que reflexiona sobre el lugar y su representación desde puntos de vista múltiple (históricoartístico, pictórico, lingüístico), incluyendo la intervención en el paisaje, y Miguel Ángel Blanco, cuya Biblioteca del Bosque, conjunto de más de mil "libros-caja", es uno de los más ambiciosos proyectos de relación vital y artística con el medio natural.
Otro de los ejemplos españoles se llama Petrolart, corriente y técnica en la que se utiliza petróleo reciclado que el artista Jimmy Pons (Menorca 1965) recoge de las costas. Esta corriente artística utiliza el arte para sensibilizar a la sociedad sobre el uso responsable del petróleo, una de sus exposiciones fue llevada a cabo en una gasolinera en Segovia, con los objetivos de llevar a la calle y a lugares poco normales su arte y a la vez concienciar a la sociedad directamente donde se consume el petróleo. Petrolart utiliza el arte para concienciar sobre la conducción responsable, y la utilización del transporte sostenible. El petróleo es recogido en galletas sólidas y una vez reciclado se utiliza como material principal para sus creaciones.